# Imre Polyák
Imre Polyák (16 avril 1932 et mort le 15 novembre 2010 ) est un lutteur hongrois spécialiste de la lutte gréco-romaine. Il participe aux Jeux olympiques d'été de 1952, aux Jeux olympiques d'été de 1956, aux Jeux olympiques d'été de 1960 et aux Jeux olympiques d'été de 1964 à chaque fois dans la catégorie des poids plumes (57-62 kg). En 1964, il remporte le titre olympique. En 1952, 1956 et 1960 il remporte la médaille d'argent.

## Palmarès

### Jeux olympiques
- Jeux olympiques de 1952 à Helsinki,  Finlande
  -  Médaille d'argent.
- Jeux olympiques de 1956 à Melbourne,  Australie
  -  Médaille d'argent.
- Jeux olympiques de 1960 à Rome,  Italie
  -  Médaille d'argent.
- Jeux olympiques de 1964 à Tokyo,  Japon
  -  Médaille d'or.